# Jan Peter Gotthard
Jan Peter Gotthard   (Drahanovice, 19 de gener de 1839 - Bad Vöslau, 17 de maig de 1919) fou un compositor txec.
Fou director de l'Orchesterbund de Viena i director d'una casa editorial de música. En unió del seu germà Franz, publicà un Universsalhandbuch der Musiklitteratur.
Com a compositor se li deu l'òpera Editha i l'òpera còmica Iduna.